# Pověsti o zvonech
Zvony se objevují v celé řadě pověstí. Pověsti mohou být obecně rozšířené nebo jen regionální – vážou se k určité obci nebo místu.

## Obecně rozšířené pověsti

### Zvony odletěly do Říma
Pověst o odlétání zvonů do Říma na Velikonoce je všeobecně známá. Vždy na Zelený čtvrtek po odeznění modlitby Sláva na výsostech Bohu (Gloria in excelsis Deo) zvony umlkají a odlétají do Říma pro požehnání svatého otce. Někdy se tvrdí, že zvony odlétají proto, že se bojí řehtaček. Letí zcela tiše, první ty nejstarší, které znají cestu, na konci malé, aby se neztratily, průvod uzavírají Zikmund z chrámu svatého Víta a Marie z Týnského chrámu – veliké české zvony, které již po léta slouží jako stráž.
V tomto průvodu se objevují i někteří podivní hosté – zvonový kov se totiž ani při rozlití nezbavuje povinnosti vykonat každoroční pouť do Říma, a tak jedna pověst vypravuje, jak dělostřelci v bitvě na Piavě postrádali o velikonoční noci svá děla.
Kudy přesně zvony letí a jak překonávají Alpy, není známo, jsou ale na tomto letu neúnavní – není zpráv o tom, že by snad některý z nich let nevydržel nebo se cestou ztratil. Pověst ze slovenské Levoči vypráví, že levočský zvon dokonce celou cestu nesl s sebou i studenta, který chtěl vidět Řím.
Pokud by některý zvon neodlétl, přineslo by to obci neštěstí.
Když zvony doletí, papež jim požehná za věrné služby církvi a zvony letí zpět. Na Bílou sobotu po Gloria se vrátí a zvoní: „Byl jsem tam! Byl jsem tam!“
Toto zvonění má prý kouzelnou moc – když hospodyně při tomto zvonění zamete dům, nebudou se v něm po celý rok držet švábi; pokud se při něm člověk umyje v pramenité vodě, bude celý rok zdráv; ovocnými stromy v zahradě se má zatřást, aby se probudily, a rovněž postříkat vodou (nebo potřít čerstvě zadělaným těstem), což jim prý na celý rok dodá sílu.

### Zvony na Štědrý den
O půlnoční mši na Štědrý den se hlasem zvonů probudí mrtví a otevřou všechny zakopané poklady, rozezvoní se také všechny zvony z propadlých a ztracených obcí.
Kdo by však vstoupil pod zem se záměrem obohacení, uvázne tam a vrátí se až za mnoho věků, neboť minuta tam trvá 80 let. Proto se také na vánoční stromek věší ozdoby ve tvaru zvonků, které mají mimo jiné varovat před pokusem o snadné nabytí majetku. Po zazvonění půlnočních vánočních zvonů je také možné nahlédnout do vysekané díry v ledu a spatřit tam budoucnost, jak nám to popisuje Erbenův Štědrý den. Vánoční zvoneček ohlašuje počátek rozdávání dárků.

## Regionální pověsti
Stejná pověst se často vypravuje v celé řadě obcí, liší se jen v detailech příběhu.

### Létající zvony
Kromě zmíněného velikonočního letu do Říma zvony létají v mnoha jiných pověstech.
- Dvě obce se rozhodnou navzájem si vyměnit své zvony. Zvony se ale vždy v noci vrátí zpět na své místo.
- Obyvatelé jedné obce závidí jiným jejich zvony, a proto jim je odcizí. Zvony se v noci vrátí zpět.
- Zvonům se nezamlouvá místo kostela, a každou noc odlétají jinam. Obyvatelé obce se proto rozhodnou přestavět kostel na místo označené zvonem.

Lokality:
- Benátky nad Jizerou (okres Mladá Boleslav)
- Borotín (okres Tábor)
- Červené Janovice (okres Kutná Hora)
- Dublovice (okres Příbram)
- Jankov (okres Benešov)
- Karviná
- Nechvalice (okres Příbram)
- Praha - Hradčany
- Rosice (okres Chrudim)
- Skryje (okres Havlíčkův Brod)
- Smilovice (okres Mladá Boleslav)
- Suchomasty (okres Beroun)
- Tmaň (okres Kladno)
- Všejany (okres Mladá Boleslav)
- Železný Brod (okres Jablonec nad Nisou)

### Utopené a propadlé zvony
- Zvon je jako posvěcený předmět citlivý na klení. Pokud někdo v jeho přítomnosti nadává, zvon se lekne a zapadne do studánky nebo do země.
- Pyšní měšťané se znelíbí Bohu a za trest se jejich město (někdy jen kostel nebo jen kostelní zvon) propadne do země nebo do jezera. Na jeho místě je pak po staletí možno čas od času zaslechnout zvon, většinou jen v určitý den v roce. Tato pověst je rozšířena po celé Evropě, nejběžnější je v oblastech, kde je nejvíce jezer, tedy ve Finsku a Estonsku.

Lokality:
- Bílsko (okres Olomouc)
- Bohuňov (okres Svitavy)
- Brandýs nad Labem (okres Praha-východ)
- Horažďovice (okres Klatovy)
- Karviná
- Klecany (okres Praha-východ)
- Kostelec nad Orlicí (okres Rychnov nad Kněžnou)
- Mariánské Radčice (okres Most)
- Mukařov (okres Praha-východ)
- Příběnice (okres Tábor)
- Tmaň (okres Kladno)
- vrch Zvon (okres Olomouc)

### Zvon se zachytí do příze
- Utopený zvon se pokusí zachránit. Pradlena ve vodě máchá přízi a když ji chce vytáhnout, nevědomky vytahuje i ztracený zvon. Protože ho však nemůže utáhnout, zlostně zakleje, zvon znovu zapadne do vody a zmizí navždy.

Lokality:
- Borotín (okres Tábor)
- Brandýs nad Labem (okres Praha-východ)
- Hlavice (okres Liberec)
- Chlumec nad Cidlinou (okres Hradec Králové)
- Jankov (okres Benešov)
- Klecany (okres Praha-východ)
- Lipovec (okres Chrudim)
- Ralsko (okres Česká Lípa)
- Řečany nad Labem (okres Pardubice)
- Teplýšovice (okres Benešov)
- Všejany (okres Mladá Boleslav)
- Práčov (okres Chrudim)

### Vyryté zvony
- Jedna z nejrozšířenějších pověstí o zvonech vypráví, že zvon vyhrabala ze země svině a pasačka vepřů k němu pak zavolala místní sedláky, kteří zvon odnesli na věž. Zvon po zavěšení zvonil: „Sviňa, sviňa!“ nebo „Sviňa mňa vyryla, děuče mňa našlo!“ nebo německy „Sau, Sau!“ Obyvatelům obce je líto, že jejich krásný zvon má tak ošklivý hlas a nechají jej přelít. V některých regionálních variantách to hlasu zvonu pomůže, v jiných nikoli. Někdy zvon vyryje také býk, kohout nebo orající sedlák, jindy jsou takto nalezeny pouze peníze, použité na výrobu zvonu. Pověst může mít svůj reálný základ v tom, že zvony se po odlití skutečně vytahují ze země z jámy.

Lokality:
- Bohuňov (okres Svitavy)
- Bohuslavice nad Vláří (okres Zlín)
- České Budějovice
- Český Krumlov
- Dolní Dobrouč (okres Ústí nad Orlicí)
- Hradec Králové
- Chvalšiny (okres Český Krumlov)
- Karviná - pověst O zvonu ve Fryštátě
- Letovice (okres Blansko)
- Kostelec nad Orlicí (okres Rychnov nad Kněžnou)
- Mariánské Radčice (okres Most) - pověst O zvonu z bezbožných Nesvětic
- Opatov (okres Svitavy)
- Opava
- Polepy (okres Litoměřice)
- Praskolesy (okres Beroun)
- Rosice (okres Chrudim)
- Skřipel (okres Beroun)
- Skuteč (okres Chrudim)
- Soběhrdy (okres Benešov)
- Stříbro (okres Tachov)
- Svinčany (okres Pardubice)
- Třebonín (okres Kutná Hora)
- Ústí nad Orlicí
- Velká Bíteš (okres Žďár nad Sázavou)
- Vinařice (okres Louny)
- Vranov (okres Benešov)

### Jan za chrta dán
- Obecně rozšířená je pověst o zvonu, který byl místním šlechticem vyměněn za chrta, ale při snímání z věže spadl do studně a při pádu volal: „Já, zvon Jan, jsem byl za chrta dán!“ Tato pověst má mnoho různých variant.

Lokality:
- Dymokury (okres Nymburk)
- Chlumec nad Cidlinou (okres Hradec Králové)
- Jankov (okres Benešov)
- Kozojedy (okres Jičín)
- Lipovec (okres Chrudim)
- Řečany nad Labem (okres Pardubice)
- Svídnice (okres Chrudim)
- Teplýšovice (okres Benešov)
- Železný Brod (okres Jablonec nad Nisou)
- Práčov (okres Chrudim)

### Zvony proti zlým silám
- Zvon je velmi účinný předmět proti zlým silám a nebezpečí, a tak jeho hlas v pověstech odhání mračna (zvonění na mraky), epidemie, nepřátelská vojska či strašidla anebo zahubí přízrak, který obec dlouhá léta sužuje.
- Hlas některých zvonů přináší štěstí.
- Své očistné účinky mají i střepy zvonu.

Lokality:
- Brno
- Jestřabí (okres Zlín)[1]
- Kadaň (okres Chomutov)
- Krty (okres Rakovník)
- Malá Prašivá (okres Frýdek-Místek)
- Rohozná (okres Svitavy)
- Rovensko pod Troskami (okres Semily)
- Slepotice (okres Pardubice)
- Sušice (okres Klatovy)
- Ústí nad Orlicí
- Verneřice (okres Děčín)
- Záběhlice (Praha)

### Zvony zvoní samy
- Jde o celoevropsky rozšířenou pověst. Po smrti panovníka, donátora („sponzora“ zvonu) nebo když obci hrozí nebezpečí, se zvon rozezní sám od sebe. Hornický zvonek prý zvoní sám od sebe, když dojde k důlnímu neštěstí.
- Někdy naopak zvony odmítají zvonit, i když jsou rozhoupány. Umíráčky nerady zvoní lichvářům, lakomcům a podvodníkům.
- V některých obcích toto zvonění obstarává místní přízrak.

Lokality:
- České Budějovice
- Činěves (okres Nymburk)
- Dolní Dunajovice (okres Břeclav)
- Duchcov (okres Teplice)
- Hejnice (okres Liberec)
- Karlštejn (okres Beroun)
- Kolín
- Kutná Hora
- Ledeč nad Sázavou (okres Havlíčkův Brod)
- Pacov (okres Pelhřimov)
- Poleň (okres Klatovy)
- Praha – Katedrála sv. Víta
- Praha - Hradčany
- Praha – Nové Město
- Praha – Staré Město
- vrch Zvon (okres Olomouc)

### Zvony přinášející smůlu
- Některé zvony jsou prokleté a přinášejí smůlu.
- Když v obci bijí hodiny poledne a zároveň zvoní zvon, v tu chvíli někdo z obyvatel zemře.

Lokality:
- Albrechtice nad Vltavou (okres Písek)
- Praha – Nové Město
- Přelíc (okres Kladno)

### Zvon jako poklad
- Obyvatelé darovali zvonaři zlato nebo stříbrné mince, aby je přidal do zvonoviny a dodal tak hlasu zvonu na kráse. Pověst neodpovídá technologickým závěrům, protože vzácné kovy kvalitu zvonoviny zhoršují. Na rozšíření této pověsti se snad podepsal fakt, že někteří zvonaři zalévají na povrch zvonu mince jako součást výzdoby, jako je tomu např. u největšího českého zvonu Zikmund z chrámu sv. Víta v Praze.
- Zvon (zpravidla zlatý) byl ukryt do chodeb pod městem nebo zakopán do země spolu s jinými poklady. Poté se zapomene, kde je schován, a lidé jej marně hledají.
- Jedna obec chce od druhé odkoupit jejich zvon a nabízí za něj neuvěřitelnou částku.

Lokality:
- České Budějovice
- Černuc (okres Kladno)
- Červené Janovice (okres Kutná Hora)
- Česká Třebová (okres Ústí nad Orlicí)
- Horažďovice (okres Klatovy)
- Jindřichův Hradec
- Jívová (okres Olomouc)
- Karviná
- Kolín
- Kutná Hora
- Kvílice (okres Kladno)
- Lázně Bohdaneč (okres Pardubice)
- Ledeč nad Sázavou (okres Havlíčkův Brod)
- Skřipel (okres Beroun)
- Starý Bydžov (okres Hradec Králové)
- Velvary (okres Kladno)

### Předpověď počasí podle zvonů
- Podle toho, jak daleko je slyšet hlas zvonů, lidé v některých obcích určovali, jaké je čeká počasí. Vzhledem k tomu, že zvukový dosah zvonu souvisí do značné míry se směrem větru a vlhkostí vzduchu, lze tímto způsobem vskutku počasí částečně odhadnout.

Lokality:
- Sezemice (okres Pardubice)

### Další pověsti
Lokality:
- Český Krumlov
- Dobrš (okres Strakonice)
- Chroustov (okres Nymburk)
- Klobuky (okres Kladno)
- Dolany (okres Plzeň–sever)
- Krucemburk (okres Havlíčkův Brod)
- Kutná Hora
- Leština u Světlé (okres Havlíčkův Brod)
- Mýto (okres Rokycany)
- Praha – Katedrála sv. Víta
- Praha – Nové Město
- Praha – Staré Město
- Rakovník
- Ústí nad Labem
- Vratislavice nad Nisou (Liberec)